# Instituto Civil de Tecnología Espacial
El ICTE (acrónimo de Instituto Civil de Tecnología Espacial) es una asociación argentina de investigación y docencia en el área aeroespacial.

## Historia
La asociación que con el tiempo se convirtió en el ICTE fue creada el 2 de agosto de 1963, en la localidad de Sarandí, en el partido de Avellaneda (provincia de Buenos Aires) por un pequeño grupo de 12 adolescentes; tuvo como primera sede un galpón de unos 40 metros cuadrados, a los fondos de una vieja casa. En los siguientes años fue creciendo y llegó a contar en los años 1960 con 32 miembros activos y 120 alumnos.
El ICTE empleaba la siguiente estrategia con el fin de obtener publicidad: informaban al periodismo radial, escrito y televisivo acerca de la inminente realización de alguna actividad espacial, llamaba a una conferencia de prensa y se aseguraba de este modo aparecer en diarios y noticieros de radio del día siguiente. Además de eso, a principios de los 1970, su fundador, uno de sus miembros más destacados, se desempeñaba como periodista en una revista llamada 2001, en la cual escribía sobre las actividades del ICTE. Todo esto proporcionaba a cualquier acción del ICTE una repercusión pública casi inmediata.[cita requerida]
Como punto culminante en su trayectoria, el ICTE publicó el ensayo del vuelo del 1 de febrero de 1970 llamado "150" con un lanzador suborbital de 3,10 metros de longitud y 110 kg de peso, que transportó diversos instrumentos y un pequeño mono hembra de 1,3 kg, en un total de 10 kg de carga útil. El vuelo llegó a los 20 o 25 kilómetros de altura, y se publicaron todas las características relevantes y medidas del cohete. La mona murió en el experimento.
El ICTE dejó de funcionar tras este proyecto, cesando totalmente sus actividades durante 33 años, hasta su reaparición en el año 2003.

## Reactivación
Hacia mediados del año 2003 el ICTE resurgió con mucha publicidad y desde entonces efectúa periódicamente anuncios acerca de diferentes proyectos, incluyendo un cohete antigranizo presentado en 2005.
El resurgimiento en el año 2003 se dio en base al impulso personal de algunos de los miembros originales de esa sociedad de los años 1960. Con motivo del reinicio de actividades en el año 2003 presentaron la idea de un cohete estudiantil llamado "Vector Educativo 2003".